# جیمز وولوت
جیمز وولوت (انگلیسی: Jaimz Woolvett؛ زادهٔ ۱۴ آوریل ۱۹۶۷) بازیگر اهل کانادا است.
از فیلم‌ها یا برنامه‌های تلویزیونی که وی در آن نقش داشته است، می‌توان به هلتر اسکلتر، افسون‌شده، فراری، جاگ، شلیک مستقیم به لینکلن، هیروشیما، قصه‌های جزیره، فرزند لازاروس، بدعت جهانی، نابخشوده، جو زیبا، گناهکار، موجودات بالدار، تحت آتش سنگین، پسر بوگی، رئیس‌جمهورهای مرده و بازی قدرت اشاره کرد.